# Carretera de Luisiana 5
Carretera de Luisiana 5 (LA 5) es una carretera estatal en el estado de Luisiana. Se extiende por 29,66 millas (47,7 km), atravesando la parroquia de De Soto.

## Descripción
La carretera inicia en Logansport en la intersección con la U.S. Route 84. La Carretera de Luisiana 5 atraviesa la parroquia de norte-noreste sobre Longstreet antes de entrar por el este de Keatchie. La carretera se interseca con la U.S. Route 171 justo al este de Keatchie continuando hacia el este. Después de conectarse con la Carretera de Luisiana 175, LA 5 termina en el ferrocarril KCS convirtiéndose en Mount Zion Road a menos de una milla de la Interestatal 49.